# Heterodera
Heterodera – rodzaj nicieni z rodziny mątwikowatych.
Przedstawiciele rodzaju:
- Heterodera avenae – mątwik zbożowy
- Heterodera cacti – mątwik kaktusowy
- Heterodera carotae – mątwik marchwiowy
- Heterodera glycines – mątwik sojowy
- Heterodera schachtii – mątwik burakowy
- Heterodera tabacum